# Лейкгед (Каліфорнія)
Лейкгед (англ. Lakehead) — переписна місцевість (CDP) в США, в окрузі Шаста штату Каліфорнія. Населення — 469 осіб (2020).

## Географія
Лейкгед розташований за координатами 40°54′13″ пн. ш. 122°23′59″ зх. д. / 40.90361° пн. ш. 122.39972° зх. д. (40.903655, -122.399814).  За даними Бюро перепису населення США в 2010 році переписна місцевість мала площу 13,67 км², з яких 12,16 км² — суходіл та 1,51 км² — водойми.

## Демографія
Згідно з переписом 2010 року, у переписній місцевості мешкала 461 особа в 228 домогосподарствах у складі 134 родин. Густота населення становила 34 особи/км².  Було 347 помешкань (25/км²).
Расовий склад населення:
| - 91,3 % — білих - 2,8 % — корінних американців - 0,4 % — азіатів |

До двох чи більше рас належало 4,8 %. Частка іспаномовних становила 2,4 % від усіх жителів.
За віковим діапазоном населення розподілялося таким чином: 9,1 % — особи молодші 18 років, 62,0 % — особи у віці 18—64 років, 28,9 % — особи у віці 65 років та старші. Медіана віку мешканця становила 57,7 року. На 100 осіб жіночої статі у переписній місцевості припадало 114,4 чоловіків;  на 100 жінок у віці від 18 років та старших — 111,6 чоловіків також старших 18 років.
Середній дохід на одне домашнє господарство  становив 53 362 долари США (медіана — 30 357), а середній дохід на одну сім'ю — 55 277 доларів (медіана — 41 094). Медіана доходів становила 45 787 доларів для чоловіків та 75 862 долари для жінок. За межею бідності перебувало 33,3 % осіб, у тому числі 62,2 % дітей у віці до 18 років та 0,0 % осіб у віці 65 років та старших.
Цивільне працевлаштоване населення становило 222 особи. Основні галузі зайнятості: роздрібна торгівля — 28,4 %, мистецтво, розваги та відпочинок — 19,8 %, фінанси, страхування та нерухомість — 14,0 %, науковці, спеціалісти, менеджери — 13,5 %.